# Myodocarpus
Myodocarpus, biljni rod iz porodice Myodocarpaceae, dio reda celerolike. 
Postoji 11 vrsta, sve su endemi s Nove Kaledonije.
Rod je opisan 1861.

## Vrste
1. Myodocarpus angustialatus Lowry, ined.
2. Myodocarpus crassifolius Dubard & R.Vig.
3. Myodocarpus fraxinifolius Brongn. & Gris
4. Myodocarpus gracilis (Dubard & R.Vig.) Lowry
5. Myodocarpus involucratus Dubard & R.Vig.
6. Myodocarpus lanceolatus Dubard & R.Vig. ex Guillaumin
7. Myodocarpus nervatus Lowry; ined.
8. Myodocarpus pinnatus Brongn. & Gris
9. Myodocarpus simplicifolius Brongn. & Gris
10. Myodocarpus tourettei Lowry; ined.
11. Myodocarpus vieillardii Brongn. & Gris